# Момо (блюдо)
Момо́ (тиб. མོག་མོག་; Вайли: mog mog, непальск. म:म:) — блюдо из теста с начинкой. Момо аналогично монгольским буузам, китайским цзяоцзы, азиатским мантам, грузинским хинкали, русским пельменям, украинским вареникам и итальянским равиоли.
Тибетское слово Momo является заимствованным от китайского mómo (馍馍).

## Приготовление момо
Тесто для момо изготавливается из муки и воды, иногда с добавлением дрожжей и соды. Для начинки используется один или несколько ингредиентов:
- Мясо: различные сорта мяса популярны в различных регионах. В Тибете, Непале и Северо-Восточной Индии популярно мясо яка, буйвола, курицы, козлятина, свинина, а в Ладакхе — баранина и мясо яка. Фарш для начинки готовится с добавлением лука, чеснока, кориандра, соли, перца и часто тмина.
- Овощи или смесь мяса с овощами.
- Сыр, что очень популярно в Бутане и Сиккиме.
- Шоколадные батончики Сникерс или Марс. Подобные сладкие момо популярны в Непале среди иностранных туристов[2].